# Macrolepidòpters
Els macrolepidòpters (Macrolepidoptera) són un grup informal de l'ordre dels lepidòpters (Lepidoptera) que tradicionalment inclou “grans papallones diürnes i nocturnes”. Aquest grup no és natural. El terme s'usa en oposició al terme Microlepidoptera ("papallones nocturnes petites") que també és un grup artificial. No obstant això, dins de Macrolepidotera una porció més petita de superfamílies han estat recentment reconegudes com a grup natural o monofilètic sota el nom de macroheteròcers. Dues superfamílies, Geometroidea i Noctuoidea, compten almenys amb una cambra de tots els lepidòpters coneguts.

## Taxonomia
Aquest grup inclou en les següents superfamílies:
- Bombycoidea
- Drepanoidea
- Geometroidea
- Hesperioidea
- Mimallonoidea
- Noctuoidea
- Papilionoidea
- Sphingoidea
- Uranioidea

Les tres últimes corresponen a les Rhopalocera o papallones diürnes.